# Hiidenjoki
La rivière Hiidenjoki (finnois : Hiidenjoki)   est un cours d'eau dans la région du Kanta-Häme en Finlande,.

## Description
La rivière Hiidenjoki, longue de 15,4 kilomètres est située à Janakkala dans le Kanta-Häme.
Elle prend sa source dans le lac Kernaalanjärvi et se déverse dans le Vanajavesi.